# Short Sturgeon
Die Short Sturgeon war auf eine britische Ausschreibung von 1943 für ein trägergestütztes Flugzeug entworfen worden. Sie wurde von den Short Brothers and Harland in Belfast, oft abgekürzt als „Shorts“, gebaut und erhielt während ihrer Dienstzeit auch die Standard-Bezeichnung S.B.9 Sturgeon. Die Flugzeugträger, für welche die Sturgeon gebaut werden sollte, wurden bei Kriegsende abbestellt und einige Sturgeon wurden als Zielschlepper gebaut.

## Geschichte
Die Sturgeon geht zurück auf eine Konzeptstudie für einen Marine-Eindecker, der als Torpedo-Bomber und Aufklärungsflugzeug auf den damals m Bau befindlichen Flugzeugträgern Ark Royal und Hermes dienen sollte. Entsprechend den in der Ausschreibung S.6/43 festgelegten Anforderungen wurden im Sommer 1943 zwei Studien an die Admiralität übermittelt. Akzeptiert wurde die Alternative mit zwei Triebwerken des Typs Rolls-Royce Merlin. Entsprechend wurde die neue Ausschreibung S.11/43 formuliert, in der die Rolle als Torpedobomber nicht mehr gefordert wurde. Auf dieser Grundlage erhielt Shorts einen Auftrag zum Bau von drei Prototypen.
Damit entstand das erste zweimotorige Hochgeschwindigkeitskampfflugzeug, das speziell für den Flugzeugträgereinsatz in der Royal Navy konstruiert wurde.
Der Bau der Flugzeugträger war zwischenzeitlich jedoch bis nach der Kapitulation Japans ausgesetzt worden, sodass die unmittelbare Notwendigkeit für die Umsetzung von S.11/43, von der nur ein Prototyp gebaut wurde, nicht mehr bestand. Die restlichen beiden beauftragten Prototypen wurden dem neuen Einsatzspektrum eines schnellen Mehrzweckflugzeugs für die Schulung der Royal-Navy-Flakkanoniere und zum Zielschlepp angepasst. Die neuen Anforderungen wurden Anfang 1946 in der Ausschreibung Q.1/46 festgelegt. Für die Werksbezeichnungen wären die nächsten beiden freien Shorts-Nummern S.38 und S.39 nutzbar gewesen. Jedoch vergab Shorts entsprechend den Empfehlungen der „Society of British Aircraft Constructors“ für die Benennung von Flugzeugmustern britischer Hersteller, für die S.11/43 die Bezeichnung SA.1 und für die Q1./46 SA.2. Gleichzeitig wurden auch die offiziellen militärischen Namen Sturgeon S. Mk.1 und T.T. Mk.2 zugewiesen. Der einzige Prototyp der S.1 mit dem RAF-Kennzeichen RK787 hatte seinen Erstflug am 7. Juni 1946.

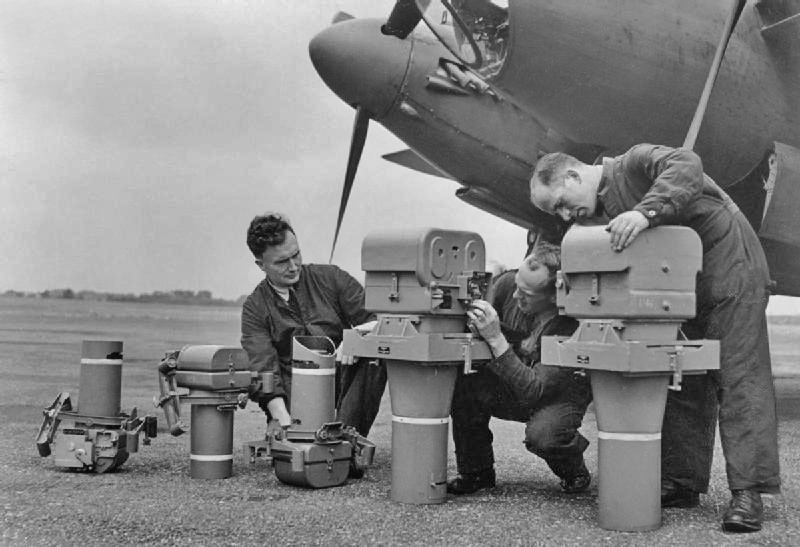
F.52-Kameras (rechts) vor einer De Havilland Mosquito

Die Hauptausrüstung der S.1 waren zwei F.52- und eine F.24-Luftaufklärungskamera, die senkrecht im Heck eingebaut waren. Trotzdem verfügte das Flugzeug auch über einen Bombenschacht, in dem eine 1000-Pfund-Bombe oder vier Wasserbomben Platz fanden. Dazu wären zwei nach vorne gerichtete Maschinengewehre sowie an den Flügel-Aufhängepunkten 16 ungelenkte Raketen des Typs RP-3 angebracht worden. Ein Radar war in der Nase vorgesehen für die Suche nach feindlichen Seestreitkräften. Wegen den Beschränkungen durch die Abmessungen der Flugzeugträger-Aufzüge war mit beigeklappten Tragflächen eine maximale Breite von 6,83 m gefordert, die nur durch die Verwendung von koaxial angeordneten und gegenläufig drehenden Propellern mit einem Durchmesser von lediglich 3,05 m eingehalten werden konnte.

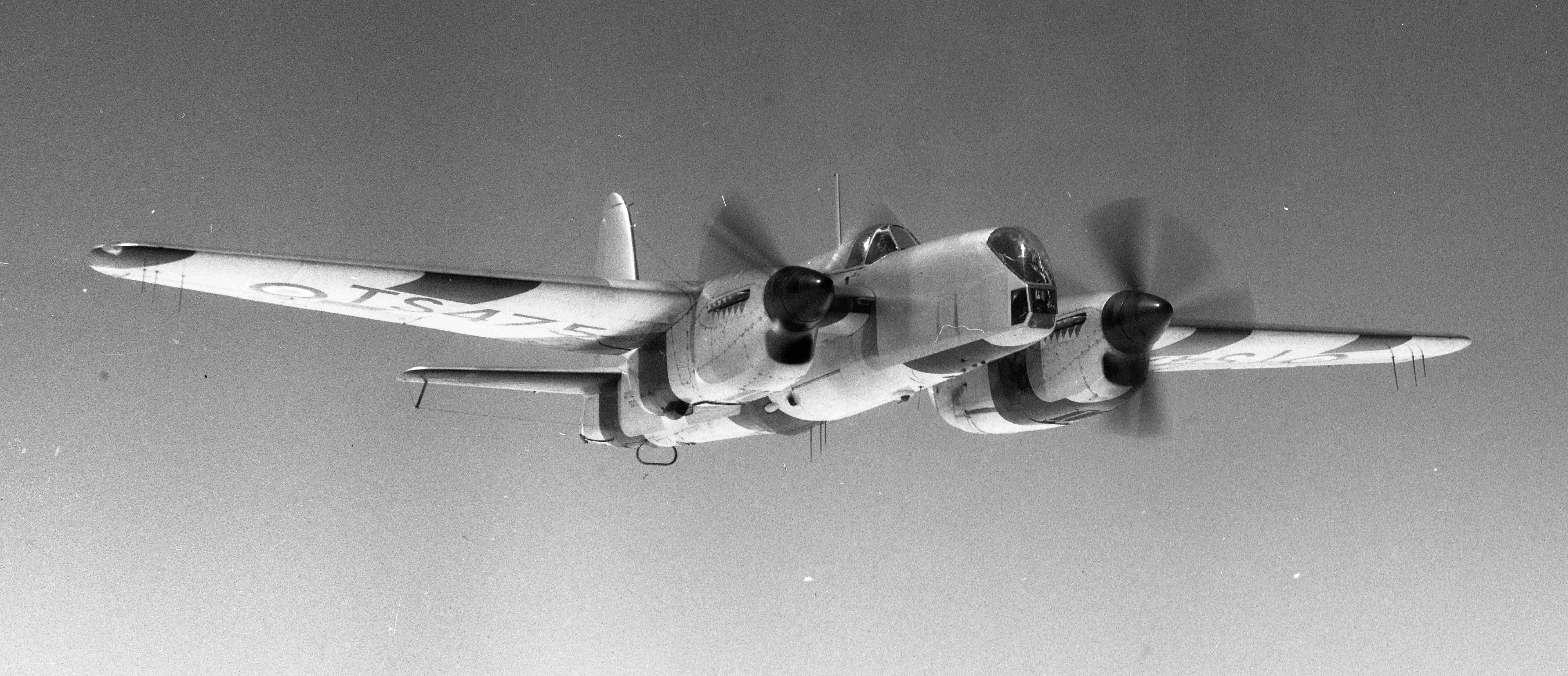
Short Sturgeon TT.2

Von der Variante TT.2 wurden zwei Prototypen gebaut, VR363 und VR371. Diese Flugzeuge hatten weiterhin Faltflügel und Fanghaken zur Landung auf Flugzeugträgern. Der augenfälligste Unterschied war die verlängerte Flugzeugnase, um die benötigte bemannte Filmkamera-Position vor die Propellerebene zu bringen. Der Beobachter war damit Filmkamera-Operateur, Funker, Navigator und Ziel-Operateur in einem und musste im dazu vertieften Rumpf unter dem Piloten durchkriechen, um zu seinen beiden Arbeitsplätzen zu gelangen. 23 Flugzeuge mit den Kennzeichen TS475 bis TS 498 wurden so gebaut und ab 1951 in Großbritannien sowie vor allem von der Staffel 729 auf Malta eingesetzt. Ab Mitte der 1950er-Jahre wurden fünf TT.2 zur Variante TT.3 (SB.9) umgebaut, welche nicht mehr auf Trägern landen konnte, aber wieder die ursprüngliche kurze Nase erhielt. Zudem wurde die Hydraulik des Flügel-Falt-Mechanismus entfernt, die Flügel blieben jedoch manuell beiklappbar. In der Jahrespublikation The aircraft of the world von 1955 war die Umrüstung aller Flugzeuge auf den Standard TT.3 angekündigt worden, was jedoch nicht mehr ausgeführt wurde. Im Jahr 1958 wurden alle Flugzeuge durch Meteor TT.20 ersetzt.
Eine Sturgeon war als Schleppflugzeug für den Gleiter SB.1 verwendet worden, bevor diese Tests mit der motorisierten Short SB.4 Sherpa weiter geführt wurden.

## Technische Daten
| Kenngröße             | Daten                                                                    |
| --------------------- | ------------------------------------------------------------------------ |
| Besatzung             | drei (Pilot, Navigator und Funker) – als TT.2 zwei (Pilot und Operateur) |
| Länge                 | 13 m                                                                     |
| Spannweite            | 18,26 m                                                                  |
| Höhe                  | 4,026 m                                                                  |
| Flügelfläche          | 48,16 m²                                                                 |
| Flügelstreckung       | 6,4                                                                      |
| Leermasse             | 7.696 kg                                                                 |
| Startmasse            | 9.843 kg                                                                 |
| Höchstgeschwindigkeit | 589 km/h                                                                 |
| Dienstgipfelhöhe      | 10.700 m                                                                 |
| Reichweite            | 2.600 km                                                                 |
| Triebwerke            | 2 × Rolls-Royce Merlin                                                   |